# 최현주 (1970년)
최현주(崔鉉珠, 1970년 1월 30일 ~ )은 대한민국의 제5대 경기도 안성시의원이었다.

## 학력
- 미양국민학교 졸업
- 안법중학교(폐지) 졸업
- 안법고등학교 졸업
- 건국대학교 자연과학대학 임학과 학사 졸업
- 한국방송통신대학교 행정학과 학사 졸업

## 경력
- 안성시민연대 운영위원
- 미양면체육회 이사
- 민주노동당 경기도당 안성시 위원회 부위원장
- 민주노동당 경기도당 안성시 위원회 지방자치위원장
- 가톨릭농민회 안성시 연합회 특별위원장
- 안성무상교육실현운동본부 부본부장
- 농업경영인 안성시 연합회 미양면회 부회장
- 한국낙농육우협회 육우분과 위원장
- 안성신문 운영위원
- 안성사랑청년회 회장
- 안성골프장반대 대책위원회 위원장
- 경기도 교육감 선거 김상곤 후보자 안성시 연락소장
- 우리쌀 지키기 안성시 운동본부 집행위원장
- 2011.04 ~ 2014.06 제5대 경기도 안성시의회 의원
- 2012.07 ~ 2014.06 제5대 경기도 안성시의회 후반기 운영위원회 위원장

## 역대 선거 결과
|  | 27.8% |

|  | 13.17% |

|  | 54.17% |

|  | 11.25% |